# Gare de Streetsville
La gare de Streetsville est une gare ferroviaire située à l'angle des rues Thomas et Queen dans le nord-ouest de Mississauga en Ontario. Elle est desservie par des trains de banlieue de la ligne Milton de GO Transit.

## Situation ferroviaire
La gare de Streetsville est située à la borne 20,3 milles (32,7 km) de la subdivision Galt du Canadien Pacifique (CP), entre les gares de Meadowvale et d'Erindale. En direction ouest, les voies traversent la rivière Credit avant de s'approcher à la gare de Meadowvale.

## Histoire

### Credit Valley Railway
Streetsville éprouvait des difficultés de transport efficace vers les marchés extérieurs, éloignant le commerce et l'industrie de Streetsville vers des centres desservis par les premières voies ferrées, telles que Malton, Brampton et Port Credit. En 1873, le village a subi un autre coup lorsque Cooksville fut choisi comme siège permanent du conseil du canton de Toronto et de l'hôtel de ville. Le village avait une lueur d'espoir dans l'arrivée prochaine du nouveau Credit Valley Railway.
Le Credit Valley Railway a été construit entre 1877 et 1879. L'entreprise ferroviaire a été affrétée en février 1871 afin de construire une nouvelle ligne ferroviaire reliant Toronto et Orangeville via Streetsville, maintenant un quartier de Mississauga. Le principal bailleur de fonds du projet était George Laidlaw, un homme d'affaires qui a favorisé le développement des chemins de fer à voie étroite à Toronto. Le contrat d'affrètement a ensuite été modifié au cours des années suivantes pour prolonger la ligne principale vers Saint-Thomas afin de se connecter au Canada Southern Railway.
Les travaux ont débuté en 1874. L'argent manquait cependant et les progrès de travaux étaient lents. Le premier tronçon entre Parkdale (à Toronto) et Milton a été ouvert en 1877. La gare de Streetsville Junction a ouvert ses portes en 1879 au nord de Britannia Road. La gare a toujours été peinte en blanc et la tourelle était à la fois pratique et stylistique, car elle offrait une vue dégagée sur les voies dans les deux sens, et servait de bureau au télégraphiste.
Après l'achèvement de la ligne complète en 1881, l'entreprise était au bord de la faillite et a commencé à chercher un acheteur ou un bail commercial. Un certain nombre de municipalités qui avaient fourni des fonds pour la construction étaient préoccupées car elles prévoyaient que la construction de la ligne augmenterait la concurrence et briserait le monopole créé par le Grand Tronc. Une solution fut rapidement trouvée lorsque le président du CVR, convainquit le Canadien Pacifique de reprendre la ligne en 1883.
Bien que le bâtiment voyageur de la gare existe toujours et soit la seule gare ferroviaire historique de Mississauga, elle a été déplacée à son emplacement actuel sur la rue William à Streetsville en 1914.

### Canadien Pacifique
En 1914, le Canadien Pacifique a construit une nouvelle gare à l'emplacement actuel de la gare sur Old Station Road à Streetsville. Typique des gares construite pour les petites villes au début du XXe siècle, cette gare en brique se composait d'une salle d'attente, d'une billetterie, d'un bureau express, et d'une salle à bagages attachée avec une zone de service. Le service de train de voyageurs a été abandonné en 1961 et la gare servait d'un bureau de fret jusqu'à sa démolition en 1982.

### GO Transit
La gare de GO Transit a ouvert ses portes le 25 octobre 1981, lorsque la ligne Milton est devenue la quatrième ligne du réseau de trains de banlieue de GO Transit, après les lignes Lakeshore, Georgetown (maintenant Kitchener) et Richmond Hill.
La ligne Milton a été mise en service avec trois allers-retours du lundi au vendredi. Le service s'est avéré suffisamment populaire pour que, le 9 juillet 1989, GO ait ajouté deux autres trajets en semaine.
Alors que la croissance des banlieues se poursuivait vers le nord et l'ouest, GO Transit a continué à ajouter des trajets de trains. Un sixième train de la ligne a été ajouté en 2002, suivi d'un septième train en juin 2009, et d'un huitième en juin 2012. En janvier 2015, un neuvième train est ajouté sur la ligne, suivi d'un dixième train en septembre 2016. En 2020, Metrolinx a publié un plan stratégique qui prévoyait l'expansion du service à toutes les 15 minutes ou mieux aux heures de pointe entre Meadowvale et Union (avec un service en contre-pointe toutes les 30 minutes) et un service toutes les demi-heures hors pointe vers Meadowvale, avec des bus correspondants vers Milton.
Alors que l'agence provinciale aimerait offrir à nouveau un service de mi-journée bidirectionnel sur la ligne, améliorer le service vers Mississauga et possiblement augmenter le service de métro, les négociations avec le CP se sont avérées frustrantes. Contrairement au CN, la subdivision Galt du CP entre Mississauga et Toronto est sa seule ligne principale entre Toronto, London et Windsor. Il n'existe aucune voie de contournement vers laquelle le trafic de marchandises du CP peut se détourner. GO Transit a dû dépenser des sommes considérables pour ajouter des voies afin d'obtenir le service dont il dispose actuellement, et bonifier le service à toute la journée serait coûteux pour l'agence provinciale.

## Service des voyageurs

### Accueil
La billetterie de GO Transit est ouverte en semaine de 5 h 45 à 9 h, fermée les fins de semaine et jours fériés. L'ambassadeur de la gare GO peut aider les clients à configurer un type de tarif ou à définir un trajet par défaut sur la carte Presto. Les clients disposent également d'options en libre-service, notamment l'achat d'un billet papier dans un distributeur automatique de billets, le chargement d'une carte Presto dans un distributeur automatique de billets compatible avec Presto, l'achat d'un billet électronique avec leur téléphone intelligent et le paiement au valideur avec une carte de crédit sans contact ou une carte Presto.
La gare est équipée d'une salle d'attente, des toilettes, de Wi-Fi, d'un téléphone payant, du stationnement incitatif, et d'une boucle de bus. Le stationnement incitatif est équipé des places de stationnement réservées, d'une aire de covoiturage, et d'un débarcadère. La boucle de bus dessert les autobus de GO Transit et de MiWay.
L'ensemble de la gare est accessible aux fauteuils roulants.

### Desserte
La gare dessert les trains de la ligne Milton aux heures de pointe. 8 trains en direction d'Union s'arrêtent à la gare les matins de semaine, et 8 trains en direction de Milton s'arrêtent les soirs de semaine. Aucun train ne dessert la gare hors pointe et en fin de semaine. GO Transit exploite les navettes hors pointe entre la gare de Clarkson, la gare de Streetsville, le centre commercial Meadowvale Town Centre et la gare de Lisgar, en fonction des horaires du train Lakeshore West.

### Intermodalité

#### MiWay
La ligne 9 Rathborn-Thomas de MiWay dessert la gare au quai n° 3 pendant les heures de pointe seulement.

#### GO Transit
La ligne 21 de GO Transit dessert la gare de Clarkson, la gare de Streetsville, le centre commercial Meadowvale Town Centre et la gare de Lisgar, en fonction des horaires du train Lakeshore West. La ligne 45B qui relie les gares de Streetsville et d'Unionville dessert la gare au quai n° 4 en semaine.